# Thierry Princet
Thierry Princet, né le 22 août 1952 à Pleumartin (Vienne), est un footballeur français.
Il est le second joueur le plus capé de l'histoire du FC Tours.

## Biographie
Après une formation d'enseignant, Thierry Princet devient attaquant du FC Tours, du SCO Angers et du FC Rouen dans les années 1970 et 1980. Il est aussi international amateur français. Il inscrit notamment trois buts en un match contre le Luxembourg.
Princet finit sa carrière à l'AC Arles-Avignon puis au FC Aurillac ACA, clubs dont il assure les fonctions d'entraîneurs durant certaines courtes périodes.
Il entraîne ensuite des équipes juniors à La Berrichonne de Châteauroux puis rejoint la capitale.
Au Paris Saint-Germain depuis 1994, où il alterne la fonction de prête-nom à l’entraîneur, et celle de coordinateur administratif les dernières années, Thierry Princet quitte le club en septembre 2013.

## Statistiques
Ce tableau illustre les statistiques de Thierry Princet,,.
| Saison                | Club                  | Championnat           | Championnat | Championnat | Coupe(s) nationale(s) | Coupe(s) nationale(s) | Total | Total |
| Saison                | Club                  | Division              | M.          | B.          | M.                    | B.                    | M.    | B.    |
| 1971-1972             | SO Châtellerault      | D3                    | 25          | 13          | 1                     | 0                     | 26    | 13    |
| 1972-1973             | SO Châtellerault      | D3                    | 26          | 5           | -                     | -                     | 26    | 5     |
| 1973-1974             | SO Châtellerault      | D3                    | -           | -           | -                     | -                     | 0     | 0     |
| 1974-1975             | SO Châtellerault      | D3                    | 26          | 5           | 1                     | 0                     | 27    | 5     |
| Sous-total            | Sous-total            | Sous-total            | 77          | 23          | 2                     | 0                     | 79    | 23    |
| 1975-1976             | FC Tours              | D2                    | 26          | 4           | 1                     | 1                     | 27    | 5     |
| 1976-1977             | FC Tours              | D2                    | 31          | 7           | 2                     | 1                     | 33    | 8     |
| 1977-1978             | FC Tours              | D2                    | 33          | 19          | 4                     | 1                     | 37    | 20    |
| 1978-1979             | SCO Angers            | D1                    | 23          | 2           | 5                     | 3                     | 28    | 5     |
| 1979-1980             | FC Tours              | D2                    | 29          | 8           | 4                     | 1                     | 33    | 9     |
| 1980-1981             | FC Tours              | D1                    | 24          | 2           | -                     | -                     | 24    | 2     |
| 1981-1982             | FC Tours              | D1                    | 29          | 2           | 6                     | 1                     | 35    | 3     |
| Sous-total            | Sous-total            | Sous-total            | 172         | 42          | 17                    | 5                     | 189   | 47    |
| 1982-1983             | FC Rouen              | D1                    | 15          | 0           | -                     | -                     | 15    | 0     |
| 1983-1984             | FC Rouen              | D1                    | 11          | 0           | -                     | -                     | 11    | 0     |
| Sous-total            | Sous-total            | Sous-total            | 26          | 0           | -                     | -                     | 26    | 0     |
| Total sur la carrière | Total sur la carrière | Total sur la carrière | 298         | 67          | 24                    | 8                     | 322   | 75    |

## Palmarès
Championnat de France D2
- Finaliste en 1980 avec le FC Tours